# سیارک ۵۰۵۹
سیارک ۵۰۵۹ (به انگلیسی: 5059 Saroma، نامگذاری:1988AF) پنج هزار و پنجاه و نهمین سیارک کشف شده‌است که در ۱۱ ژانویه ۱۹۸۸ کشف شد.
قدر مطلق سیارک برابر ۱۲٫۲۰ است.